# 祖丁
祖丁（？—？），在甲骨文中作且丁，姓子，《今本竹書紀年》稱他名新，商朝第17任君主。祖辛之子，前任君主沃甲之姪。《竹書紀年》稱祖丁定都於庇。死後由從弟(堂弟)南庚繼位。

## 在位年數
現今流傳文獻記載的祖丁在位年數有2種說法：
- 在位9年，《今本竹書紀年》。
- 在位32年，《太平御覽》卷83引《史記》，《冊府元龜》、《皇極經世》、《資治通鑑外紀》、《資治通鑑前編》、《通志》、《文獻通考》均同。

## 家庭

### 妻
- 妣辛，甲骨文作“祖丁配妣辛”[a]
- 妣癸，甲骨文作“祖丁配妣癸”[b]

### 子
- 阳甲、盘庚、小辛、小乙